# Jiří z Valdštejna
Jiří z Valdštejna (německy Georg von Waldstein, 1519 – 1584) byl český šlechtic z rodu Valdštejnů.

## Život

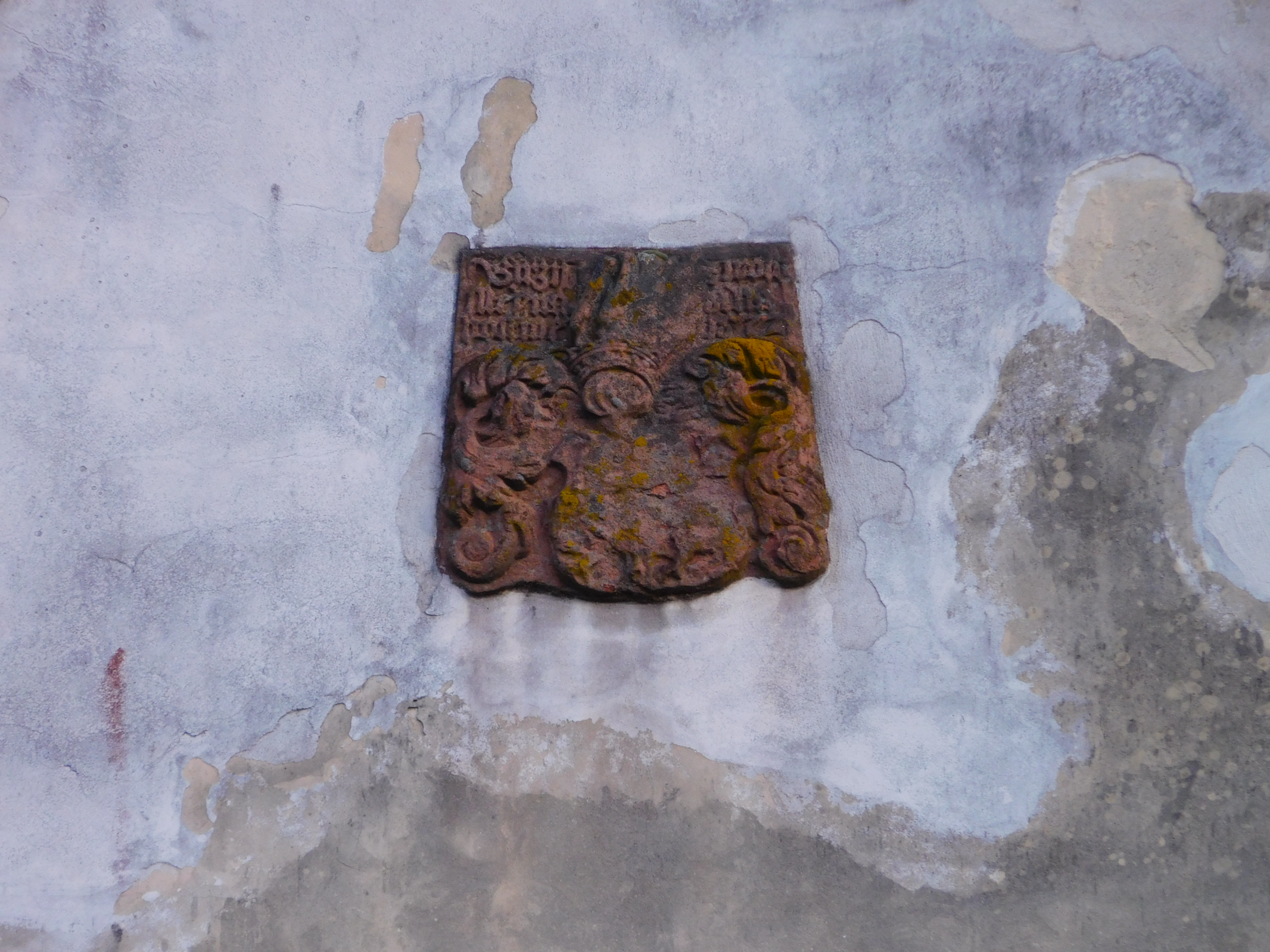
Reliéf s erbem Jiřího z Valdštejna na věži Kostela Nejsvětější Trojice v Hostinném

Žil v první polovině 16. století. Byl pravděpodobně synem Zdeňka VI. (* 1470 v Hořicích), zakladatele hostinnské rodové linie a jeho manželky Uršuly (* 1488, Ralsko) rozené z Vartenberka.
Je znám díky dopisu, který zaslal společně s Matějem z Lužice z Vratislavi do Čech. Psaní mělo titul: „O porážce, která se stala u Budína 1541“.

### Manželství a potomstvo
Jiří byl třikrát ženat:
1. Kateřina Slavatová z Chlumu
2. Anna z Lobkovic
3. Eliška ze Žerotína

Z těchto manželství měl několik dětí:
- Hanibal († 1622)
- Vilém († 1595)
- Bartoloměj († 1617)